# Dänischer Schulverein für Südschleswig

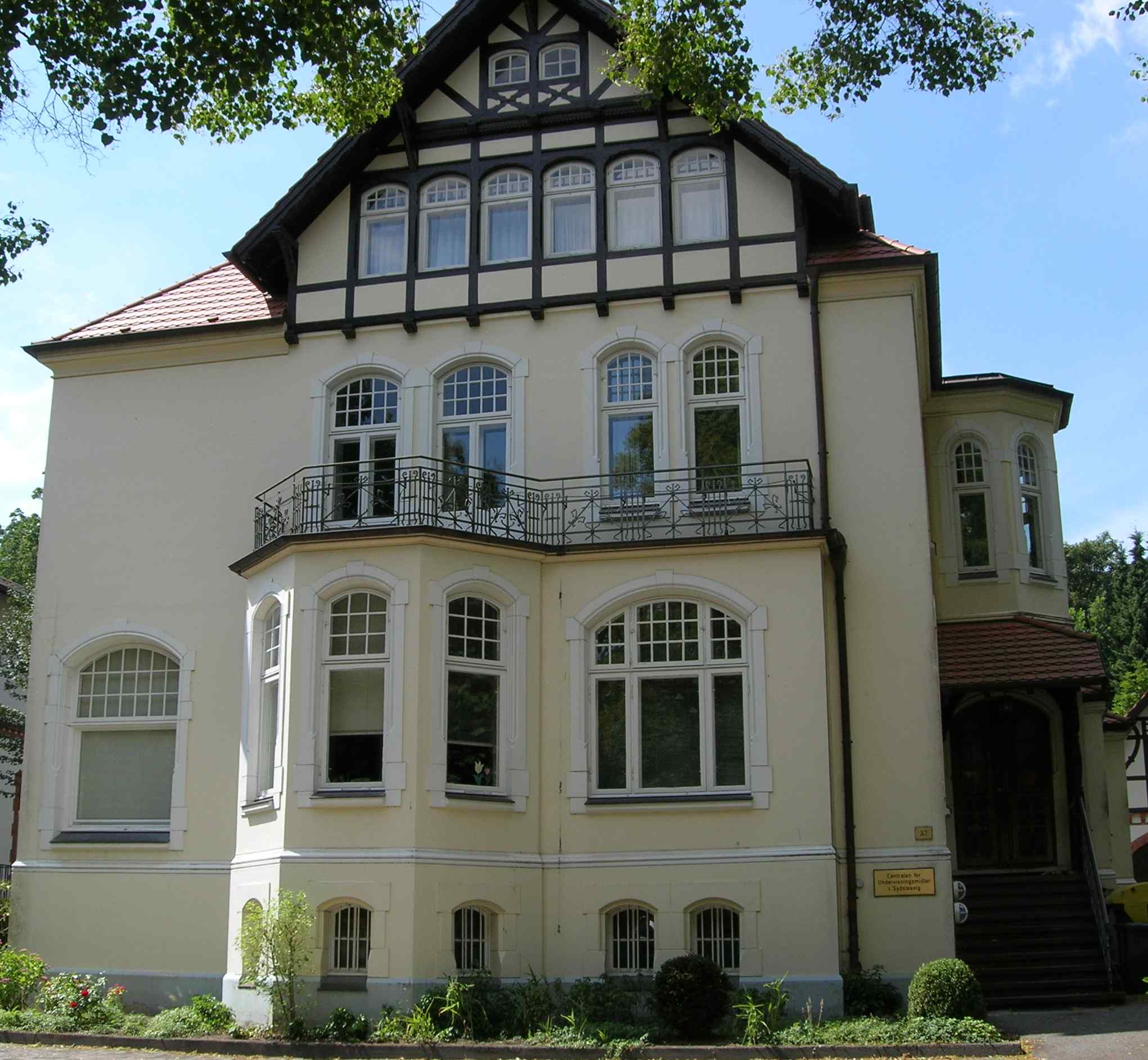
Hauptgebäude des Schulvereins in Flensburg „Centralen for undervisningsmidler i Sydslesvig“

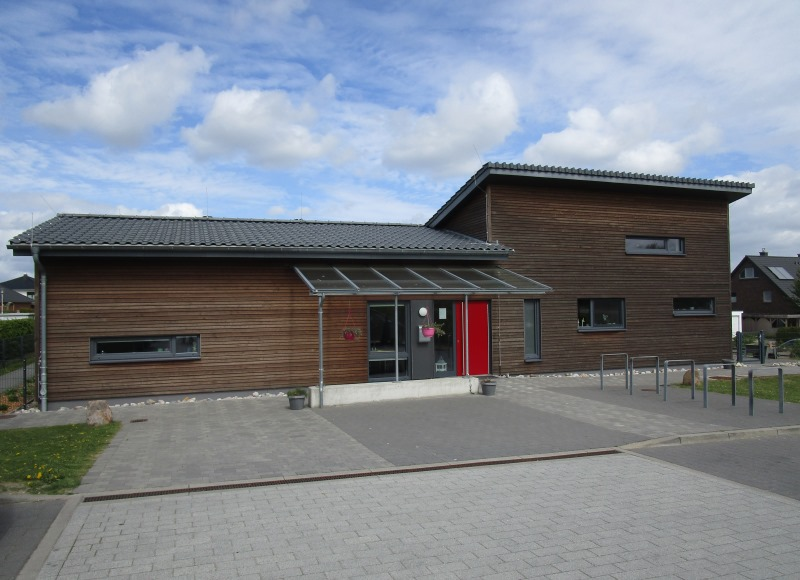
Die Kinderkrippe Karlsson Vuggestue in der Stadt Schleswig

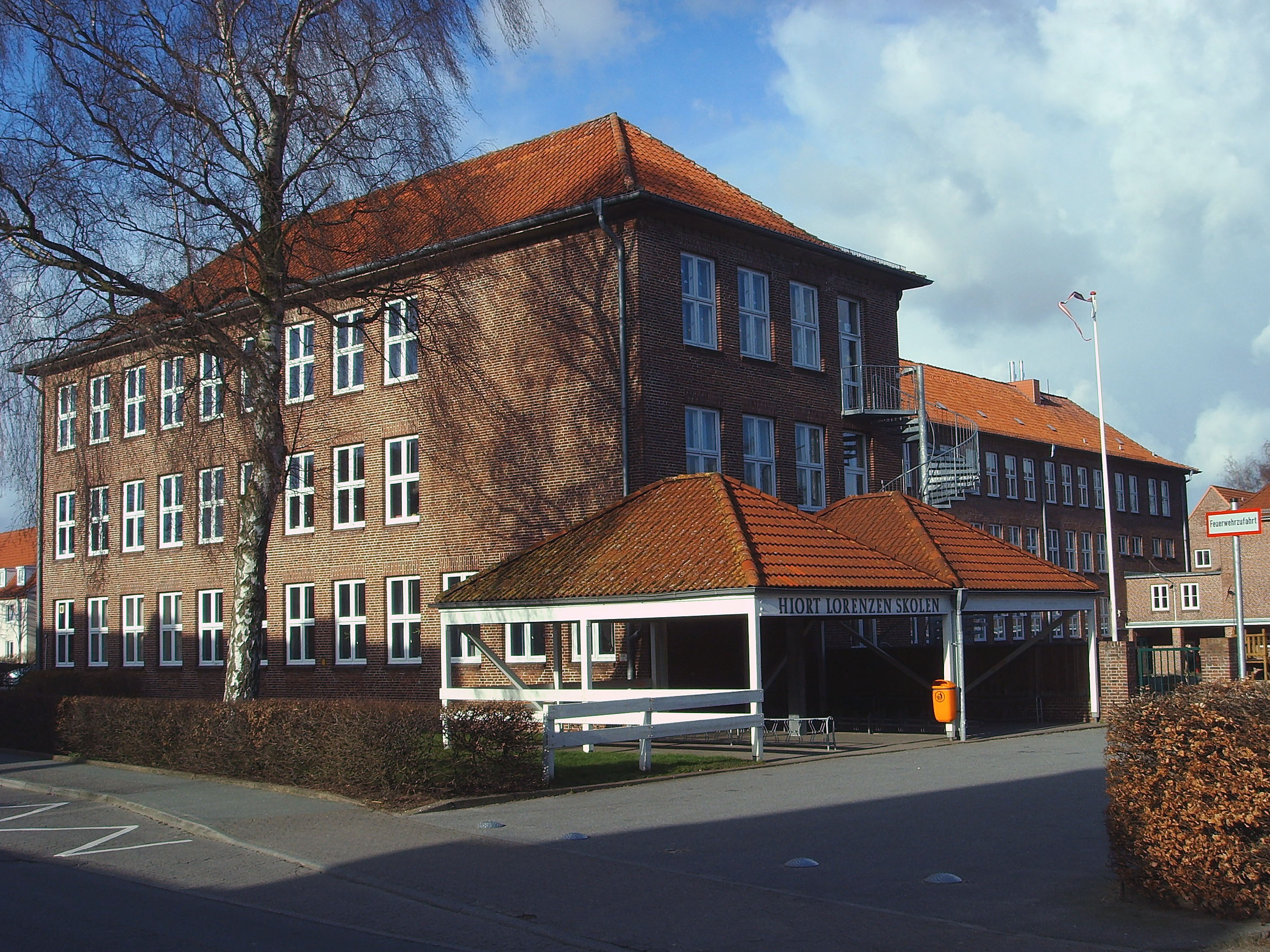
Die Gemeinschaftsschule Hiort Lorenzen-Skolen in Schleswig

Der Dänische Schulverein für Südschleswig e. V. (dänisch: Dansk Skoleforening for Sydslesvig) betreibt als Verein das Schulwesen der dänischen Volksgruppe in Südschleswig.

## Geschichte
Nach der Volksabstimmung in Schleswig sammelte sich in Flensburg ein Kreis dänisch gesinnter Eltern und gründete am 5. Mai 1920 den Dänischen Schulverein, der Kindern dänisch gesinnter Eltern den Besuch einer dänischen Schule ermöglichen wollte. Möglich wurde dies unter anderem auch durch die im Vergleich zum vorherigen Kaiserreich liberale Weimarer Verfassung. Konzentrierte sich die Arbeit des Schulvereins anfangs auf den Raum Flensburg, konnte die Arbeit Mitte der 1920er-Jahre auch auf andere Orte in Südschleswig ausgedehnt werden. Neben den Schulen wurde parallel auch am Aufbau dänischer Kindertagesstätten gearbeitet. Während der NS-Zeit stand der Schulverein unter starkem politischem Druck. Waren 1936 etwa 1000 Schüler in den damals zehn dänischen Schulen gemeldet, hatte sich die Zahl der Schüler zum Ende des Krieges etwa halbiert. Unmittelbar nach dem Zweiten Weltkrieg stieg die Zahl dann jedoch wieder nahezu explosionsartig an. Seit den 1960er-Jahren zeigen die Zahlen wieder eine relativ stabile Entwicklung.

## Gegenwart
Der Schulverein betreibt zurzeit 46 dänische Schulen im Landesteil Südschleswig. Hierzu gehören zehn Gemeinschaftsschulen, zwei hiervon (Duborg-Skolen in Flensburg und A. P. Møller-Skolen in Schleswig) haben eine gymnasiale Oberstufe. Eine der Grundschulen wird als Friesisch-Dänische Schule betrieben (Risum Skole/Risem Schölj in Risum-Lindholm). Viele Schulen bieten nachmittags eine Schulfreizeitbetreuung (Skolefritidsordning (SFO)) an. An den Schulen sind derzeit etwa 540 Lehrer beschäftigt, die etwa 5.650 Schüler unterrichten.
Nach deutschem Recht sind die Schulen Ersatzschulen im Sinne des § 58 des Schulgesetzes des Landes Schleswig-Holstein. Die Fächer Deutsch und Dänisch werden an den Schulen auf Muttersprachenniveau gelehrt. Die restlichen Fächer werden mit Ausnahme der Sprachen alle auf Dänisch unterrichtet. Die Schulabschlüsse sind sowohl in Dänemark als auch in Deutschland anerkannt.
Elternabende der unteren Klassenstufen werden in der Regel auf Deutsch und Dänisch abgehalten. In den höheren Klassenstufen wird angestrebt, die Elternabende ausschließlich auf Dänisch durchzuführen. Mit der Anmeldung des Kindes verpflichtet sich mindestens ein Elternteil, die dänische Sprache innerhalb einiger Jahre zu erlernen, falls es diese noch nicht beherrschen sollte.
Der Verein betreibt auch 55 dänische Kindertagesstätten mit derzeit 1.900 Kindern, die Jaruplund Højskole, zwei Schullandheime (Skolehjemmet in Vesterled und Sydslesvighjemmet in Rendbjerg), eine so genannte Kindergartenkolonie (Hjerpsted Feriekoloni), ein Internat für Schüler der Duborg-Skolen in Flensburg (Ungdomskollegiet) und eine schulpsychologische Einrichtung, an der derzeit sechs Psychologen tätig sind. Ferner trägt der Schulverein die Verantwortung für die Erwachsenenbildung und die Abendschulen der Minderheit.
Die Betriebskosten des Schulvereins werden zu 50 % vom dänischen Staat, 43 % vom deutschen Staat, 3 % von den Kreisen und Kommunen und zu 4 % durch Eigenfinanzierung gedeckt.

## Dänische Schulen in Schleswig-Holstein
Siehe: Liste der dänischen Schulen in Schleswig-Holstein

## Entwicklung der Schülerzahlen
| Jahr | Anzahl der Schüler | Anzahl der Schulen | Anzahl der Kindergartenkinder | Anzahl der Kindergärten |
| ---- | ------------------ | ------------------ | ----------------------------- | ----------------------- |
| 1920 | 348                | 2                  | 35                            | 1                       |
| 1930 | 620                | 9                  | 134                           | 4                       |
| 1935 | 915                | 10                 | 212                           | 5                       |
| 1939 | 697                | 9                  | 109                           | 7                       |
| 1945 | 436                | 9                  | 76                            | 5                       |
| 1946 | 5.185              | 36                 | –                             | –                       |
| 1947 | 8.042              | 50                 | –                             | –                       |
| 1948 | 13.007             | 58                 | –                             | –                       |
| 1949 | 12.156             | 69                 | –                             | –                       |
| 1950 | 13.239             | 80                 | 446                           | 13                      |
| 1951 | 12.156             | 83                 | –                             | –                       |
| 1952 | 10.962             | 84                 | –                             | –                       |
| 1953 | 9.997              | 86                 | –                             | –                       |
| 1954 | 8.855              | 88                 | –                             | –                       |
| 1955 | 7.772              | 89                 | 924                           | 30                      |
| 1956 | 6.728              | 85                 | –                             | –                       |
| 1957 | 5.901              | 86                 | –                             | –                       |
| 1958 | 5.431              | 86                 | –                             | –                       |
| 1959 | 4.968              | 82                 | –                             | –                       |
| 1960 | 4.633              | 82                 | 969                           | 34                      |
| 1961 | 4.554              | 81                 | –                             | –                       |
| 1962 | 4.301              | 81                 | –                             | –                       |
| 1963 | 4.189              | 80                 | –                             | –                       |
| 1964 | 4.083              | 80                 | –                             | –                       |
| 1965 | 4.048              | 74                 | 1.326                         | 45                      |
| 1966 | 4.118              | 73                 | –                             | –                       |
| 1967 | 4.100              | 71                 | –                             | –                       |
| 1968 | 4.158              | 68                 | –                             | –                       |
| 1969 | 4.335              | 68                 | –                             | –                       |
| 1970 | 4.792              | 65                 | 1.961                         | 56                      |
| 1971 | 4.599              | 65                 | –                             | –                       |
| 1972 | 5.067              | 65                 | –                             | –                       |
| 1973 | 5.520              | 64                 | –                             | –                       |
| 1974 | 5.865              | 59                 | –                             | –                       |
| 1975 | 6.267              | 58                 | 1.709                         | 52                      |
| 1976 | 6.265              | 58                 | –                             | –                       |
| 1977 | 6.525              | 58                 | –                             | –                       |
| 1978 | 6.496              | 57                 | –                             | –                       |
| 1979 | 6.445              | 57                 | –                             | –                       |
| 1980 | 5.842              | 55                 | –                             | –                       |
| 1981 | 6.087              | 54                 | 1.487                         | 63                      |
| 1982 | 6.033              | 55                 | –                             | –                       |
| 1983 | 5.861              | 55                 | –                             | –                       |
| 1984 | 5.680              | 54                 | 1.504                         | 63                      |
| 1985 | 5.471              | 54                 | –                             | –                       |
| 1986 | 5.282              | 54                 | –                             | –                       |
| 1987 | 5.189              | 54                 | –                             | –                       |
| 1988 | 5.169              | 53                 | –                             | –                       |
| 1989 | 5.200              | 53                 | –                             | –                       |
| 1990 | 5.257              | 53                 | –                             | –                       |
| 1991 | 5.216              | 53                 | 1.811                         | 63                      |
| 1992 | 5.270              | 53                 | –                             | 63                      |
| 1993 | 5.351              | 54                 | –                             | 62                      |
| 1994 | 5.463              | 53                 | –                             | 61                      |
| 1995 | 5.535              | 53                 | 1.806                         | 61                      |
| 1996 | 5.612              | 51                 | –                             | 61                      |
| 1997 | 5.703              | 50                 | –                             | 61                      |
| 1998 | 5.799              | 50                 | 1.886                         | 60                      |
| 1999 | 5.784              | 49                 | 1.806                         | 58                      |
| 2000 | 5.810              | 49                 | 1.816                         | 57                      |
| 2001 | 5.833              | 49                 | 1.826                         | 57                      |
| 2002 | 5.749              | 49                 | 1.870                         | 57                      |
| 2003 | 5.730              | 49                 | 1.811                         | 57                      |
| 2004 | 5.772              | 48                 | 1.909                         | 57                      |
| 2005 | 5.756              | 49                 | 1.894                         | 57                      |
| 2006 | 5.714              | 48                 | 1.882                         | 55                      |
| 2007 | 5.636              | 47                 | 1.953                         | 55                      |

Quelle: Jørgen Kühl: København-Bonn Erklæringerne 1955–2007. Institut for Grænseregionsforskning, 2007.